# Asiatyla similata
Asiatyla similata är en mångfotingart som beskrevs av Mikhaljova 2000. Asiatyla similata ingår i släktet Asiatyla och familjen Diplomaragnidae. Inga underarter finns listade i Catalogue of Life.